# 民族路 (台中市區)

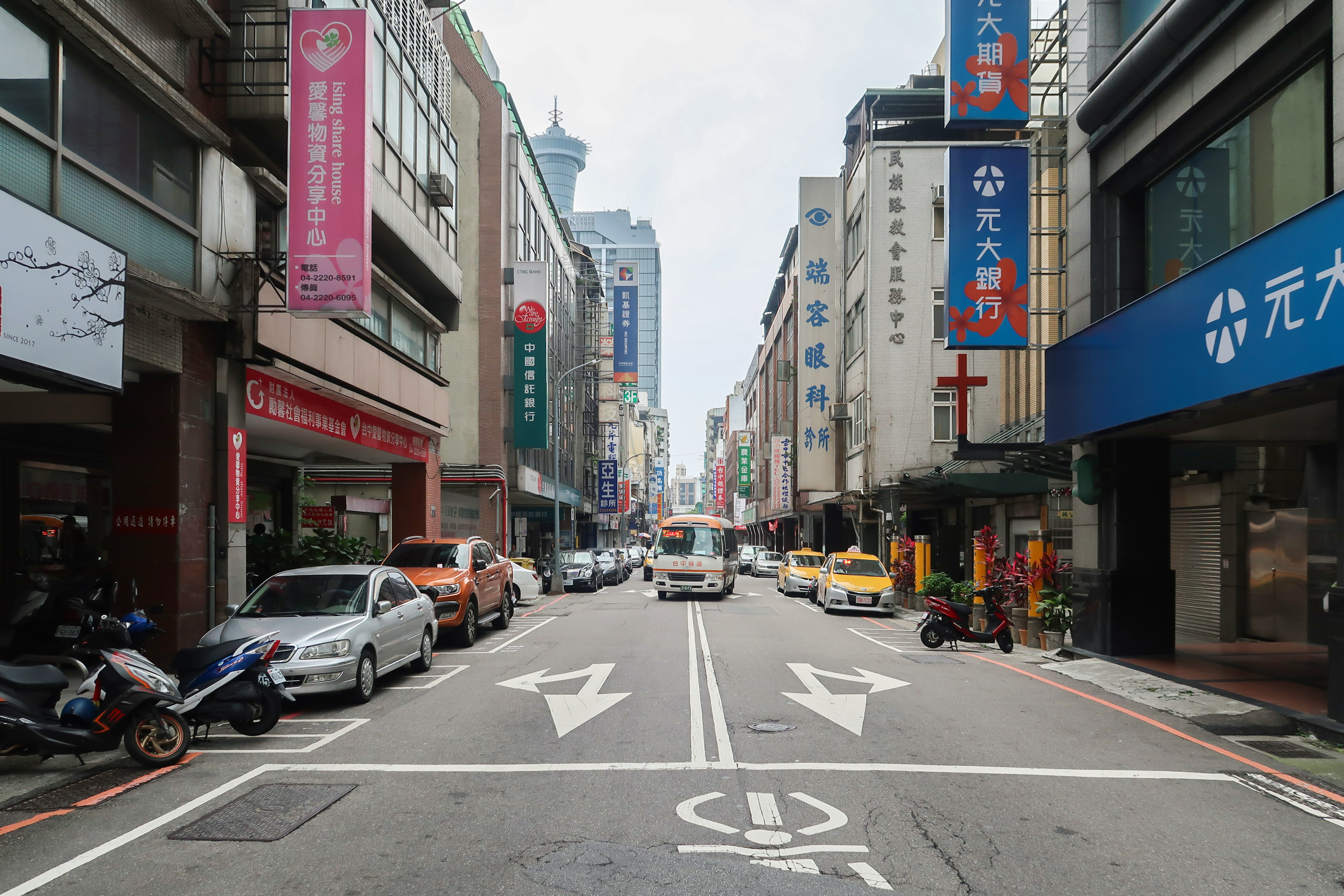
民族路中區段（2019年）

民族路 (台中市區) 為臺灣臺中市中區及西區間聯絡道路，大致呈東南往西北向，南起建國路，北抵梅川東路一段，五權路以南之路段皆為東南往西北方向之單行道。

## 歷史
闢建於日治時代，原稱「榮橋通」，因跨越綠川的「榮橋」而得名，戰後改稱民族路至今。

## 行經行政區域
- 中區
- 西區

## 本道路客運
| 編號 | 業者     | 路線                     | 行駛區間         |
| ---- | -------- | ------------------------ | ---------------- |
| 41   | 臺中客運 | 綠川東站－勤益科技大學   | 綠川東街－自由路 |
| 142  | 臺中客運 | 綠川東站－豐年社區       | 綠川東街－自由路 |
| 163  | 臺中客運 | 綠川東站－可樂新城       | 綠川東街－自由路 |
| 270  | 豐原客運 | 臺中車站－大南－東勢     | 建國路－自由路   |
| 271  | 豐原客運 | 臺中車站－東興－東勢     | 建國路－自由路   |
| 276  | 豐原客運 | 臺中車站－興中山莊－東勢 | 建國路－自由路   |
| 277  | 豐原客運 | 臺中車站－復盛里－東勢   | 建國路－自由路   |

## 沿線設施
（由東南到西北）
建國路
- 台中李方艾美酒店（整建中）
- 順發3C量販臺中店

綠川
- 臺中電子街
- 台中銀行證券商
- 農業金庫臺中分行
- 繼光街商圈
- 中國信託商業銀行台中分行
- 元大商業銀行台中分行

自由路二段
- 三信商業銀行總行（台中分行）

三民路二段
柳川
- 第一醫院
- 中華路夜市
- 臺中日新大戲院

中華路一段
- 國立臺中教育大學附設實驗國民小學

五權路
梅川東路一段（梅川園道）